# Onthophagus capella
Onthophagus capella là một loài bọ cánh cứng trong họ Bọ hung (Scarabaeidae).